# Fornicia longiantenna
Fornicia longiantenna är en stekelart som beskrevs av Guang Yu Luo och You 2008. Fornicia longiantenna ingår i släktet Fornicia och familjen bracksteklar. Inga underarter finns listade i Catalogue of Life.